# Helmut Molegg
Helmut Molegg (* vor 1940) ist ein deutscher Hörspielregisseur. Ab den 1950er-Jahren war er als Regisseur für den Rundfunk der DDR tätig. Bis 1969 war Helmut Molegg an mehr als 25 Hörspiel- und über 15 Feature-Produktionen beteiligt.

## Werke
Hörspiele
- 1958: Rolf Gumlich: Der Geheimtransport
- 1962: Nakamura Schinkichi: Die Spieluhr
- 1964: Gerhard Stübe: Cicero contra Schellhase
- 1965: Hans Siebe: Doppelter Boden (Kriminalhörspiel – Rundfunk der DDR)
- 1967: Volkstext: Der Hase und der Brunnen
- 1968: Ilja Konstantinowski: Verjährungsfrist
- 1968: Ion Druze: Wenn der Hahn kräht
- 1969: Emil Koraloff: Perunika

Radio-Features
- 1965: Werner Jahn: Das verlorene Gesicht (Bericht über Vietnam)[1]
- 1968: Manfred Engelhardt: Zwei Deutsche sahen Karl Marx in Samarkand (Feature über Hans Werner Richter und Heinz Kruschel)[2]
- 1969: Wolfgang Rödel: Im Ringen um den Menschen (Featurefolge in zwei Teilen)[3]